# Ioan al II-lea de Gaeta
Ioan al II-lea (d. 963) a fost duce de Gaeta, fiind asociat de către tatăl său, Docibilis al II-lea și de către bunicul său Ioan I încă din anul 933. Mama sa a fost Orania și era originară din Napoli.
Din 934, a guvernat doar alături de tatăl său, dat fiind că bunicul său Ioan I s-a stins din viață. Apoi, el a devenit conducător unic în Gaeta după moartea tatălui său din 954.
Pe parcursul domniei sale, a fost lărgit palatul pe care strămoșii săi l-au construit. De asemenea, Ioan a contribuit la înzestrarea multor biserici. În numele soției sale decedate, Theodenand, el a acordat o consistentă donație Bisericii Santi Teodoro e Martino. Cu toate acestea, el a contribuit la slăbirea formațiunii statale prin divizarea Gaetei. Astfel, el l-a recunoscut pe fratele său Marin ca duce de Fondi (pentru a îndeplini voința testamentară a tatălui lor, Docibilis al II-lea) și a oferit biserica San Erasmo din Formia unui alt frate, Leon.
Neavând urmași direcți pentru a-i asocia la conducerea ducatului, a fost succedat de către fratele său Grigore în 962 sau 963.